# Anagonia opaca
Anagonia opaca là một loài ruồi trong họ Tachinidae.